# Ngữ điệu cảm xúc
Ngữ điệu cảm xúc hay ngữ điệu tình cảm là các khía cạnh phi ngôn ngữ của ngôn ngữ, giúp truyền đạt hoặc hiểu được cảm xúc. Điều này bao gồm cách cá nhân sử dụng giọng điệu trong lời nói để truyền tải thông điệp, bao gồm cao độ, âm lượng, âm sắc, tốc độ nói và khoảng dừng. Nó tồn tại độc lập với nội dung ngôn ngữ và tương tác bằng lời nói, ví dụ như mỉa mai. Ngữ điệu cảm xúc trong lời nói có thể được cảm nhận hoặc giải mã với độ chính xác biến đổi theo tình trạng cảm xúc. Sự tức giận và nỗi buồn thường dễ dàng nhận biết nhất, tiếp theo là sự sợ hãi và hạnh phúc, trong khi sự ghê tởm thường được cảm nhận kém nhạy hơn.